# Obcy kontra Predator
Obcy kontra Predator (ang. Alien versus Predator) – film fabularny (crossover) będący połączeniem dwóch serii kinowych – Obcy oraz Predator. Obie rasy kosmiczne tym razem spotykają się w jednej fabule, by stoczyć ze sobą walkę na śmierć i życie, w którą wplątani zostają główni bohaterowie.
Film jest dowodem na to, że akcja filmów z serii Obcy oraz Predator toczy się w tym samym uniwersum, nie jest to jednak nowy pomysł. Już w drugiej części Predatora przez chwilę, w jednej ze scen można było zobaczyć czaszkę ksenomorfa wiszącą na ścianie, wśród trofeów Łowcy. Dużą popularnością cieszył się również komiks Aliens vs. Predator oraz trzy gry komputerowe pod tym samym tytułem.
W 2007 roku nakręcono drugą część filmu, pt. Obcy kontra Predator 2.

## Fabuła
Ksenomorf i Predator nie miały dotychczas okazji spotkać się w przestrzeni kosmicznej we wcześniejszych ekranizacjach. Okazja nadarza się na Ziemi XXI wieku, a konkretnie na Antarktydzie, gdzie naukowcy odkrywają tajemniczą świątynię z naściennymi hieroglifami i kalendarzem niezwykle podobnym do tego, jaki można odnaleźć w świątyniach Azteków. Budowla ta prawdopodobnie została wzniesiona przez ludzi żyjących tysiące lat przed naszą erą, jej celem było oddawanie hołdu oraz zaspokajanie chęci nieustannego polowania rasy łowców, którą ludzie ci uznawali za bogów. Kontrolę nad badaniami i penetracją znaleziska przejmuje potężna korporacja Weyland (nawiązanie do korporacji Weyland-Yutani, która zamierzała w tetralogii „Obcy” zdobyć okaz Ksenomorfa i wykorzystać do badań). Do pracy wynajmuje archeologów, paleontologów oraz ekspertów od lingwistyki i broni.
Na miejscu grupa odkrywa imponującą piramidę, będącą prawdopodobnie dziełem obcej cywilizacji. Podejrzenia wkrótce się potwierdzają, gdyż przybysze nieświadomie budzą z letargu królową Obcych. Po przebudzeniu zaczyna znosić jaja, które zostają przetransportowane do komnaty ofiarnej, wykluwają się z nich młode, które atakują przebywającą tam część ekipy. Na Ziemię, ku nowo odkrytej świątyni, przybywa także ekspedycja Predatorów, którzy muszą zdobyć trofea (głowy) czających się tam obcych (swoisty obrzęd, mający udowodnić ich dojrzałość jako wojowników i członków ich społeczności).

## Obsada aktorska
- Sanaa Lathan jako Alexa Woods
- Raoul Bova jako Sebastian de Rosa
- Lance Henriksen jako Charles Weyland
- Ewen Bremner jako Graeme Miller
- Colin Salmon jako Maxwell Stafford
- Tommy Flanagan jako Mark Verheiden
- Joseph Rye jako Joe Connors

Film zebrał w większości negatywne opinie od widzów i krytyków.